# Космодемьянский, Виктор Николаевич
Виктор Николаевич Космодемья́нский (1903 — 1970) — советский селекционер табака и зерновых культур, лауреат Сталинской премии

## Биография
Родился 1 (14 февраля) 1903 года в посаде Дубовка (ныне Волгоградская область).
Окончил Саратовский СХИ (1924).
Работал во Всесоюзном научно-исследовательском институте табака и махорки имени А. И. Микояна (ВИТИМ) (Краснодар), заведующий отделом селекции и генетики.
Доктор сельскохозяйственных наук (1967). Автор более 150 научных работ.
Умер 26 сентября 1970 года в Краснодаре.

## Признание
- Сталинская премия третьей степени (1951) — за выведение новых крупнолистных сортов табака.
- орден Трудового Красного Знамени
- орден «Знак Почёта»
- медаль «За оборону Кавказа»
- медаль «За доблестный труд в Великой Отечественной войне 1941—1945 гг.»
- две Бронзовых медали ВДНХ (1954, 1957)
- Серебряная медаль ВДНХ (1955)